# Мутнеджмет (21 династія)
Мутнеджмет — давньоєгипетська цариця 21-ї династії. Вона була великою королівською дружиною свого брата Псусенна I.
Зазвичай вважається, що вона була матір'ю фараона Аменемопета, але, оскільки генеалогічних доказів бракує, така думка в першу чергу ґрунтується на тому, що він успадкував трон. Те, що вона була матір'ю наслідного принца Рамзеса-Анкхефенмута , було оскаржено, і тепер виглядає малоймовірним. Вона була донькою верховного жерця Амона Пінеджема I, який був фактичним правителем Південного Єгипту з 1070 року до нашої ери, а потім проголосив себе фараоном у 1054 році до нашої ери. Її матір'ю була Дуататор-Хенуттаві, дочка Рамсеса XI, останнього правителя 20-ї династії. Троє її братів змінили один одного як верховні жерці Амона, а сестра Мааткаре стала Дружиною бога Амона.
Її поховали в гробниці її чоловіка в Танісі, у похоронній камері, паралельній його. Її похоронну камеру пізніше узурпував фараон Аменемоп, але її ім'я та деякі з її титулів збереглися, головним чином на боці саркофага, який був повернутий до стіни. П'єр Монтет вважає, що зображення Мутнедеджмет на стіні похоронної камери, можливо, було узурпано і перероблено в богиню, перетворюючи сцену на зображення Аменемопи, виявилося занадто великою роботою. Нинішнє місцеперебування її мумії залишається невідомим, але приблизно в 1980 році деякі її бронзові ушебті з’явилися на ринку старожитностей, що свідчить про те, що могло бути виявлено її альтернативне поховання (або депозит похоронного обладнання). Кілька предметів поховання зараз знаходяться в Єгипетському музеї в Каїрі.
| t | mwt | nDm | M · Y1 · t |

| t | mwt | nDm | M · Y1 · t |

Її титули були: Дочка царя Його Тіла; сестра царя ; Велика царська дружина; Леді двох земель; Друга пророчиця Амона в Танісі.